# Адельфий (консуляр)
Адельфий (лат. Adelphius) — римский политический деятель середины IV века.
О биографии Адельфия сохранилось мало данных. Он проходил обучение у известного ритора Либания. В 392 году Адельфий занимал должность консуляра Галатии. Это было его первое назначение. Возможно, его следует идентифицировать с галатским адвокатом-христианином Адельфием, упоминаемым Григорием Назианзином.